# Wspólnota administracyjna Nennslingen
Wspólnota administracyjna Nennslingen – wspólnota administracyjna (niem. Verwaltungsgemeinschaft) w Niemczech, w kraju związkowym Bawaria, w rejencji Środkowa Frankonia, w powiecie Weißenburg-Gunzenhausen. Siedziba wspólnoty znajduje się w miejscowości Nennslingen.
Wspólnota administracyjna od swojego powstania 1 maja 1978 zrzesza jedną gminę targową (Markt) oraz trzy gminy wiejskie (Gemeinde): 
- Bergen, 19,91 km², 1 133 mieszkańców
- Burgsalach, 19,31 km², 1 151 mieszkańców
- Nennslingen, gmina targowa, 21,97 km², 1 376 mieszkańców
- Raitenbuch, 38,20 km², 1 176 mieszkańców